# Федякина, Лидия Васильевна
Ли́дия Васи́льевна Федя́кина (род. 24 октября 1980, Воронеж, СССР) — российский учёный и педагог. Доктор педагогических наук, кандидат экономических наук, профессор, член-корреспондент РАО. Ректор Российского государственного социального университета (2012—2014). Заместитель директора Департамента региональной политики, образования и проектного управления, ранее — начальник отдела библиотек Департамента информационного и цифрового развития Министерства культуры Российской Федерации.

## Биография
Окончила Московский государственный социальный университет по двум специальностям: «финансы и кредит» (2000) и «юриспруденция» (2002).
В 2004 году в Московском государственном социальном университете защитила диссертацию на соискание учёной степени кандидата экономических наук по теме «Антикризисный реинжениринг как основа оздоровления и реструктуризации предприятия» (специальность 08.00.05 — «Экономика и управление народным хозяйством»).
В 2007 года присвоено учёное звание доцента.
В 2009 году в Российском государственном социальном университете защитила диссертацию на соискание учёной степени доктора педагогических наукпо теме «Дифференциация непрерывной профессионально-правовой подготовки специалистов социальной сферы в университетском комплексе» (специальность 13.00.08 — «теория и методика профессионального образования»). Научный консультант — доктор педагогических наук, профессор Л. В. Мардахаев. Официальные оппоненты — доктор педагогических наук, профессор В. П. Симонов, доктор педагогических наук, профессор И. И. Легостаев и доктор педагогических наук, профессор Н. М. Романенко. Ведущая организация — Федеральный институт развития образования Министерства образования и науки РФ. Согласно анализу сообщества «Диссернет», работа Федякиной содержит масштабные недокументированные заимствования из диссертации Т. С. Сумской, нескольких статей и авторефератов диссертаций.
В 2011 году присвоено учёное звание профессора.
В 2012—2014 годах — ректор РГСУ.
19 декабря 2012 года избрана членом-корреспондентом РАО по Отделению профессионального образования (специальность «Управление профессиональным образованием»).
Автор около 50 научных публикаций.

## Семья
Л. В. Федякина — из научной семьи. Отец — социолог, академик РАН д.и.н. В. И. Жуков, до 2012 года — ректор РГСУ. Мать — д.ф.-м.н., профессор Г. С. Жукова, бывший проректор РГСУ.

## Критика
28 апреля 2014 года приказом министра образования и науки РФ Д. В. Ливанова Федякина уволена с поста ректора РГСУ. Одной из причин увольнения стал плагиат.
Сестра Л. В. Федякиной, Галина Жукова, несколько лет преподавала в РГСУ и МГУ, до 17 июля 2014 года являясь самым молодым доктором экономических наук в России. В июле 2014 года Минобрнауки РФ отреагировало на заявление «Диссернета» и приказом заместителя министра Л. М. Огородовой лишило Жукову учёной степени в связи с выявлением массовых фактов некорректных заимствований (плагиата) в её докторской диссертации, защищённой в РГСУ под научным руководством академика Г. В. Осипова в период пребывания В. И. Жукова в должности ректора и руководителя диссертационных советов РГСУ. После скандала, последовавшего за решением Минобрнауки, Г. В. Жукова покинула все занимаемые должности в вузах и экспертных советах.